# Simone Cuccia
Simone Cuccia (Augusta, 16 marzo 1841 – Palermo, 23 febbraio 1894) è stato un avvocato, sociologo e politico italiano, nonno di Enrico Cuccia, banchiere italiano tra i più importanti della seconda metà del Novecento.

## Biografia
Simone Cuccia nacque ad Augusta, in provincia di Siracusa, nel 1841. Apparteneva a una famiglia di origine albanese, in quanto il padre, l'ufficiale dell'esercito borbonico Luca Cuccia, comandante della piazzaforte di Augusta, faceva parte della colonia albanese di Mezzojuso.
La famiglia Cuccia fu molto fiera della sua discendenza albanese e mantenne sempre con il paese di origine un vincolo strettissimo. 
Nel 1862 si laureò in giurisprudenza col massimo dei voti e, subito dopo, ottenne la cattedra di Scienze giuridiche e di Storia del diritto all'Università degli Studi di Palermo. Cuccia è considerato uno dei creatori della sociologia criminale: si è occupato della catalogazione delle varie forme di delinquenza e in particolare di quella femminile e dei vari tipi di malattie mentali dei soggetti coinvolti. Nel 1882 fu eletto deputato nel primo collegio di Palermo e fu confermato ininterrottamente sino alla morte. Nel 1888 fu relatore del bilancio del Ministero di Grazia e Giustizia. Il suo nome è legato al progetto per la stesura del nuovo Codice penale italiano.

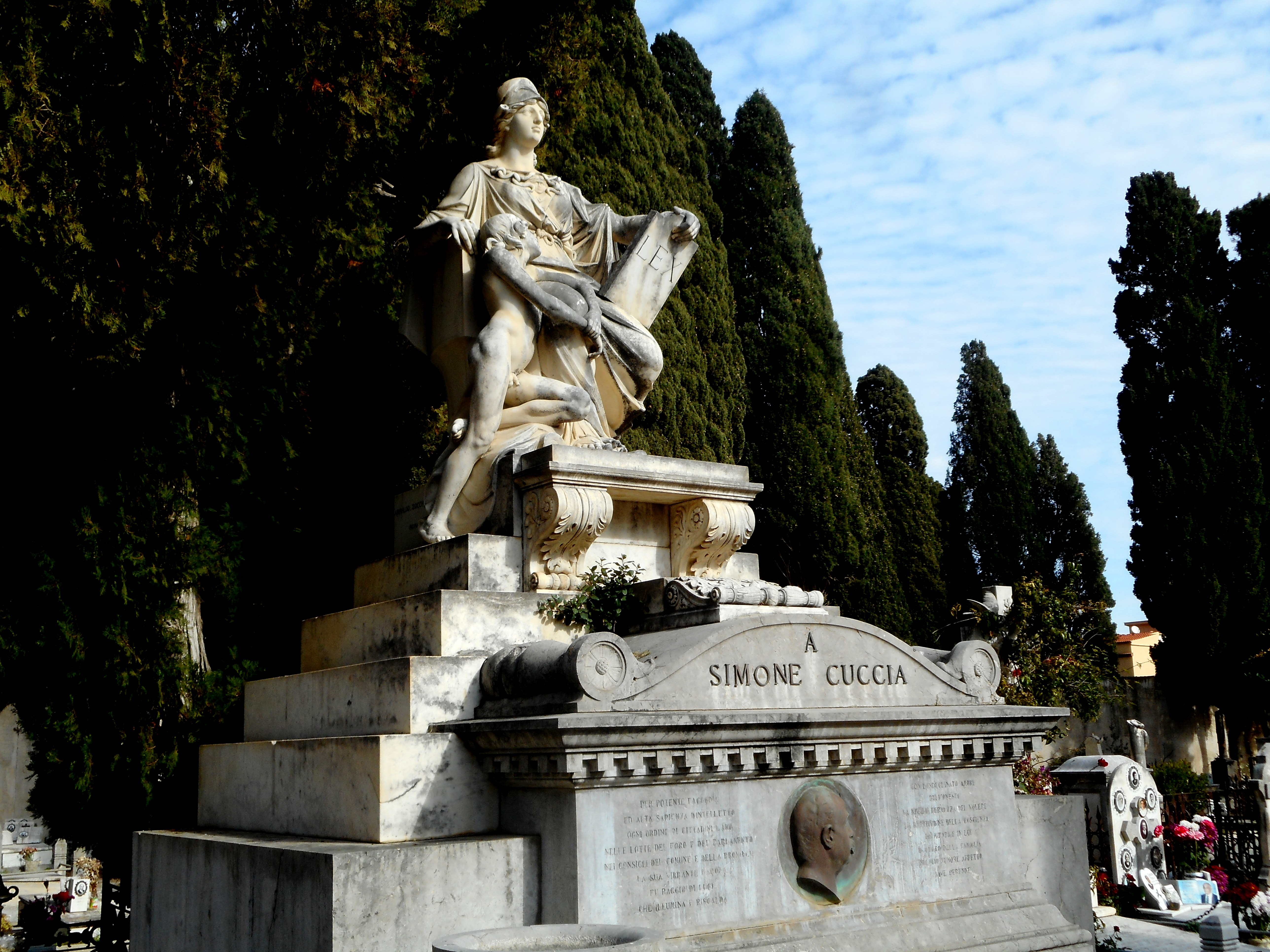
Monumento sepolcrale di Simone Cuccia

Morì a Palermo nel 1894, e il suo monumento sepolcrale, opera dello scultore Arnaldo Zocchi, si trova nel cimitero di Santa Maria dei Rotoli a Palermo con il seguente epitaffio: 

A Simone Cuccia per potente facondia 

ed alta sapienza d'intelletto

ogni ordine di cittadini l'amo

nelle lotte del foro e del parlamento

nei consigli del comune e della provincia

la sua vibrante parola

fu raggio di luce

che illumina e riscalda

con l'indeclinato amore

dell'onesto

la nobile fermezza del volere

la rettitudine della coscienza

fu mirabile in lui

il culto della famiglia

nel cui memore affetto

vive perenne.